# 목포연산초등학교
목포연산초등학교는 대한민국 전라남도 목포시 연산동에 있는 공립 초등학교다.

## 학교 연혁
- 1996년 3월 1일 목포연산초등학교 개교
- 1997년 3월 11일 병설유치원 개원
- 2003년 3월 1일 목포서해초등학교 분리(37학급 편성)
- 2019년 9월 1일 제13대 정형미 교장 부임
- 2020년 2월 12일 제24회 졸업(졸업생 4,512명)

## 참고 자료
- 목포연산초등학교 - 한국교육학술정보원 학교알리미